# Art éphémère

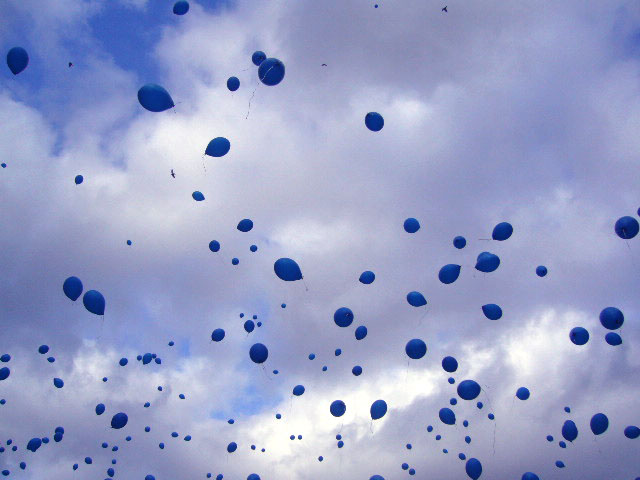
Lâcher de 1001 ballons bleus, « sculpture aérostatique » d'Yves Klein datant de 1957. Reconstitution réalisée en 2007 place Georges-Pompidou à Paris, en hommage aux 50 ans de l’œuvre de Klein.

L'expression art éphémère est couramment employée pour désigner une œuvre dont la détérioration et disparition, que ce soit par les éléments naturels, par son auteur ou par autrui, est prévue et anticipée par son auteur. Il n'existe pas en tant que tel de courant ou mouvement artistique dénommé "art éphémère". C'est donc de l'éphémère dans l'art ou de l'éphémère comme composante d'une œuvre d'art dont il est question lorsque l'on parle d'art éphémère.

## Origine
Les premières pratiques artistiques de l'humanité sont probablement des actes engageant le corps, le temps et l'espace; pratiques proches de la  performance telles que les rituels, les cérémonies, la danse. De nombreuses pratiques artistiques traditionnelles, par exemple le Mehndī (tatouage au henné) ou le Rangoli et le Kolam (dessin au sol tracés avec de la poudre blanche, du riz, ou un bâton), dont on peut supposer qu'elles ont des origines très anciennes, intègrent le fait de n'exister que pendant un court moment.
Les chorégraphies, les pièces de théâtre, les morceaux de musiques, sont également des œuvres qui ont un début et une fin précise dans le temps, et dont les auteurs et interprètes ont su trouver des modes de transmission et conservation.

## Art moderne et art contemporain
La question de la temporalité, et donc l'abandon de la pérennité comme composante indissociable de l’œuvre, dans les arts plastiques occidentaux a commencé à faire son chemin au début du XXe siècle, avec le mouvement Dada et les événements du Cabaret Voltaire, avec également les lectures publiques des manifestes des  futuristes italiens. La présence et les actes de l'artiste, le moment de l'action et son contexte, l'interaction avec les personnes présentes, deviennent alors des formes revendiquées d'œuvres. Le développement de la performance, entre autres à travers les artistes de Fluxus, avec des influences venant tant de la musique que de la philosophie Zen, contribueront également au développement de pratiques artistiques où l'instant de réalisation est l’œuvre en elle-même. 
La réalisation d’œuvres éphémères s'est également manifestée à travers des productions matérielles (par opposition aux productions immatérielles que peuvent être les performances ou les morceaux de musique) de deux manières différentes : 
- Soit en mettant l'artéfact réalisé dans une situation qui ne permet pas sa conservation. C'est par exemple le cas du graffiti et des œuvres qui sont installées dans l'espace public sans autorisation. Elles s'exposent en toute conscience à leur destruction ou effaçage par les pouvoirs publics ou les propriétaires des supports concernés. Mais c'est également le cas d’œuvres dont l'auteur tient à ce qu'elles s'inscrivent dans un évènement, un moment précis, comme les paysages empruntés de Buren, les emballages de Christo, les dalles brisées de Hans Haacke du sol du pavillon de l'Allemagne de la biennale de Venise de 1993, ou les monuments de Thomas Hirschhorn par exemple.
- Soit en utilisant des matériaux qui, dans les conditions d'exposition prévues par l'artiste, vont rapidement se dégrader. C'est le cas des blocs de glace de Claude Rutault ou des réalisations utilisant de la nourriture, comme la peinture au sucre. C'est également le cas des pratiquants du Dishu, calligraphies à l'eau réalisées à même le sol et qui s'évaporent peu de temps après avoir été écrites[6].

## Conservation et transmission
Que les œuvres soient immatérielles ou non, la conservation et la transmission d'un patrimoine constitué d’œuvres éphémères se pose tant pour l'auteur que pour les personnes ou institutions qui s'y intéressent.
En musique, c'est la partition notamment qui a permis pendant longtemps au morceau d'être rejoué, de revivre, puis l'enregistrement audio qui a permis de saisir et rediffuser tant la musique écrite que la musique improvisée.
Au théâtre, c'est principalement la transmission des textes qui permet aux pièces de se perpétuer dans le temps. Néanmoins d'autres formes de transmissions existent. Le théâtre d'improvisation de la commedia dell'arte conservait et transmettait les personnages, leurs costumes, leurs attitudes, leurs caractères, des phrases, et non les textes des pièces. Pour le graffiti et l'art urbain, c'est principalement à travers la photographie puis la vidéo que la conservation se fait. Conservation tant de la réalisation en cours que de la réalisation exécutée. Pour le land art, la photographie également a permis de conserver et de montrer des œuvres qui dans les années 1970 étaient surtout situées loin des villes et loin d'un public potentiel. Les performances elles aussi ont pu se conserver ou se transmettre en s'appuyant sur la photo, la vidéo, mais également, selon les artistes, le récit, la partition, l'instruction. Permettant ainsi la reconstitution ou la simple remémoration de l'acte réalisé.
À l'opposé, le choix a pu être fait par les artistes de ne pas garder de trace, de les supprimer au maximum. Tino Sehgal par exemple refuse toute photographie ou vidéo de ses performances, ne prend pas d'engagement écrit concernant son travail et impose d'être payé en espèces. C'est également le cas, tout aussi radical, d'Annie Vigier, de Frank Apertet et de Jean-Christophe Norman, qui décident de faire une action commune, a priori indétectable par le public, et dont ils ne donneront ni le lieu, ni la date, de laquelle ils ne ramèneront ni photo ni vidéo ni récit. Œuvre éphémère sans trace et sans plus d'indications de la part des auteurs que l'affirmation de sa supposée existence.

## Exposition au sein des institutions de l'art
Pour les œuvres qui s'y prêtent, être montré en musée ou galerie n'est pas problématique. De nombreuses performances ont lieu dans les musées, certaines œuvres éphémères étant même conçues sur mesure pour l'institution ou l'évènement qui les accueille. 
Mais certaines pratiques ne rentrent pas dans les musées. Par exemple, pour le land-art, dont les réalisations sont généralement situées loin des espaces urbanisés, ou pour les travaux du collectif Stalker, qui consistent à arpenter collectivement la ville et ses marges, l'entrée de l’œuvre en tant que telle dans le musée n'est pas envisageable puisqu'elle n'existe, ou n'a existé, qu'en un temps et un lieu qui n'est ni celui de l'exposition ni celui du musée. Dans ce cas-là, ce peuvent être les traces de l'action, tels les bocaux de sueurs d'Elodie Brémaut ou les clous de Chris Burden qui peuvent être exposés. Ce sont également les instructions pour la réalisation ("Instructions pieces" de Yoko Ono par exemple) ou les travaux préparatoires qui se retrouvent au musée. Ce sont également des films ou des photographies de l’œuvre éphémère en train d'être exécutée qui vont être montrés.
Les "traces" (photographies, film, objets, instructions, etc) constitutives de l’œuvre éphémère ou seulement laissées par la réalisation de cette dernière, ont pu ainsi passer du statut de document à celui d’œuvre à part entière. 
La  performance a développé la possibilité du reenactement, c'est-à-dire la possibilité de rejouer, de reconstituer, une performance qui aurait été réalisée auparavant. Ainsi en 2010 Marina Abramović a rejoué et fait rejouer des performances emblématiques lors de sa rétrospective The Artist Is Present au Museum of Modern Art à New York ; certaines de ces œuvres ayant été réalisées hors de tout cadre muséal 40 ans auparavant.
Du côté des œuvres matérielles mais périssables, certains musées ont décidé de les figer à un moment donné, de faire en sorte qu'elles arrêtent de se dégrader, contre l'intention de départ de l'auteur donc. Le graffiti et l'art urbain, quand il ne transforme pas la ville en musée se voit extrait avec son support de son emplacement initial pour être placé dans les lieux d'exposition. 
D'autres œuvres offrent, en accord avec leur auteur, la possibilité d'être reconstituées. C'est le cas des piles de Félix González-Torres. Consistant en un tas d'objets courants (des feuilles imprimées ou des bonbons notamment) les visiteurs ont la possibilité de se servir, et donc de disperser l’œuvre au point qu'elle disparaisse du lieu d'exposition. Félix González-Torres précise que l'exposant, ou l'acquéreur, de l’œuvre fait ensuite comme il le souhaite : soit il reconstitue les piles de bonbons quand il estime cela nécessaire, soit il laisse la pile s'amenuiser jusqu'à sa disparition. Libre à lui de la reformer ensuite s'il le souhaite.

## Marchandisation
Si conserver une réalisation éphémère n'est pas une évidence, la vendre ou l'acquérir a également posé des questions spécifiques. Pour certaines œuvres, c'est la présentation, l’évènement en lui-même qui est vendu. Pour d'autres, ce sont ce que l'on pourrait appeler des "produits dérivés", multiples ou pièces uniques, liés d'une manière ou d'une autre à l’œuvre éphémère qui peuvent être vendus. C'est le cas, entre autres, des dessins d'installation de Christo, des reliques de Chris Burden, des photos des actions d'Alain Declercq. Enfin ce peut être une instruction qui soit vendue, c'est-à-dire un document qui stipule les conditions d'activation de l’œuvre, ses modes d’exécution.